# Windows Live Eventos
Windows Live Eventos foi um serviço online da Microsoft, parte da sua linha de serviços Windows Live, que permitia que os usuários do Windows Live Spaces compartilhasem e planejasem diferentes tipos de eventos acontecendo em volta deles enquanto colaboravam com outros serviços como Windows Live Calendário e Windows Live Spaces.
O serviço permite que os usuários planejem e gerenciem seus próprios eventos, os adicionem ao seu Space, recebam alertas e integrem com outros serviços Windows Live como o Windows Live Calendário. É similar ao Facebook Events.
O Windows Live Events será retirado em abril de 2010. A partir de 3 de setembro de 2009, já não é mais possível criar novos eventos.

## Recursos
O Windows Live Eventos oferece os seguintes recursos:
- Criar um evento com uma única página de configuração, e personalizar o evento com mais de 100 padrões, além dos módulos do Windows Live Spaces;
- Convidar pessoas aos eventos, usando os contatos do Windows Live People, ou convidar pessoas que não sejam usuários do Windows Live ID usando os seus endereços de e-mail;
- Integração com o Bing Maps para mostrar o local do evento e como chegar no local;
- Envio de e-mails de convite personalizados com links, para que os convidados possam ver, colaborar, e compartilhar arquivos e fotos;
- Integração com Windows Live Calendário e outros protocolos de calendários terceirizados, como iCal. Yahoo! Calendar e Google Calendar;
- Gerenciar listas de discussão;
- Compartilhar fotos, arquivos e comentários com Windows Live Fotos e Windows Live SkyDrive.